# Quận Jefferson Davis, Mississippi
Quận Jefferson Davis là một quận thuộc tiểu bang Mississippi, Hoa Kỳ.
Quận này được đặt tên theo Jefferson Davis. Theo điều tra dân số của Cục điều tra dân số Hoa Kỳ năm 2000, quận có dân số người. Quận lỵ đóng ở Prentiss6. Quận đã được tách từ các quận Covington và Lawrence vào tháng 3 năm 1906.

## Địa lý
Theo Cục điều tra dân số Hoa Kỳ, quận có diện tích 1060 km2, trong đó có 2 km2 là diện tích mặt nước.

### Các xa lộ chính
- U.S. Highway 84
- Mississippi Highway 13
- Mississippi Highway 35
- Mississippi Highway 42
- Mississippi Highway 43

### Quận giáp ranh
- Quận Simpson (bắc)
- Quận Covington (đông)
- Quận Lamar (đông nam)
- Quận Adams (nam)
- Quận Lawrence (tây)